# His Last Race

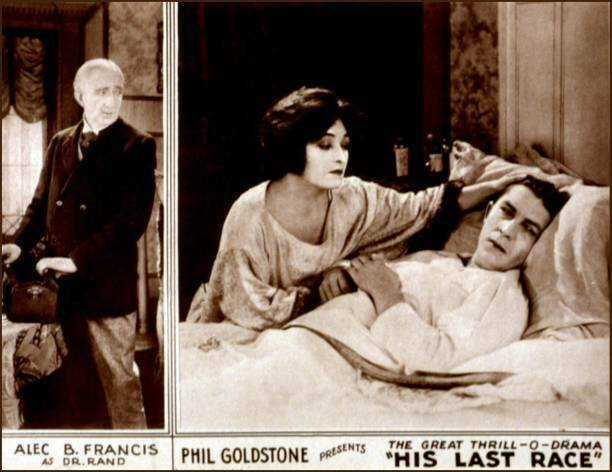
Pòster de la pel·lícula

His Last Race és una pel·lícula muda dirigida per Reeves Eason i Howard Mitchell i protagonitzada per Reginald Baker i Gladys Brockwell. Es va estrenar l’agost de 1923. Es considera una pel·lícula perduda.

## Argument
Dick Carleton és rebutjat quan sol·licita la mà de Mary. Aleshores busca consol en els boscos on ell i alguns amics estableixen un balneari. Passat un temps, Mary apareix pel balneari. Ara és vídua i té un fill delicat de salut. La seva situació fa revifar l'afecte que Dick sent per ella i per tal de guanyar prou diners per atrevir-se de nou a demanar la seva mà ell participa en una cursa de cavalls. Es forma un complot contra Carleton per tal de prendre-li la seva propietat i robar-li el cavall. Després de nombroses complicacions, Carleton derrota els seus enemics, guanya la carrera i es casa amb Mary

## Repartiment
- Reginald Baker (Carleton)
- Gladys Brockwell (Mary)
- William Scott (Stewart)
- Harry Depp (Denny)
- Pauline Starke (esposa de Denny)
- Robert McKim (Bresnahan)
- Noah Beery (Packy Sloane)
- Tully Marshall (Mr. Strong)
- Alec B. Francis[4]
- Dick Sutherland
- Bob Kortman (sequaç)
- King Baggot
- Harry Burns
- Boomerang (cavall, ell mateix)